# Feredayia (Noctuidae)
Feredayia là một chi bướm đêm thuộc họ Noctuidae.